# Modern Vampires of the City
Modern Vampires of the City — третий студийный альбом американской инди-рок-группы Vampire Weekend, выпущенный в 2013 году.

## Об альбоме
Название диска взято из песни «One Blood» ямайского исполнителя регги Джуниора Рейда, и, по словам лидера группы Эзры Кенига, оно «отражает те жадные, корыстные импульсы, которые присущи всем». На обложке пластинки размещена фотография Нью-Йорка, сделанная в 1966 году во время рекордной концентрации смога, от которого погибли 169 человек.
В работе над Modern Vampires of the City, начавшейся в ноябре 2011 года, был использован спектрометр для определения частот и последующего смягчения звучания, а также другие студийные приёмы. Впервые группа привлекла стороннего продюсера, и помимо музыканта Vampire Weekend Ростама Батманглиджа продюсированием занимался Ариэль Ракшайд, известный прежде благодаря сотрудничеству с Ашером, Снуп Доггом, Major Lazer и другими. В целом, Modern Vampires of the City получился более мрачным по сравнению с предыдущими альбомами группы; в текстах песен присутствуют темы смерти, скоротечности жизни и религии; по словам Кенига, в них также отразились чувства по отношению к собственной стране и её политике.
Альбом получил высокие оценки музыкальных критиков, отметивших взросление коллектива. Как и предыдущий диск Contra, новая работа Vampire Weekend возглавила американский хит-парад Billboard 200; за первую неделю было продано 134 тысячи экземпляров. Modern Vampires of the City вошёл в подавляющее количество списков лучших альбомов 2013 года, среди признавших её таковой — редакции авторитетных журналов Rolling Stone и Pitchfork. На 56-й церемонии «Грэмми» пластинка победила в категории «Лучший альтернативный альбом».

## Список композиций
За исключением особо отмеченных, тексты всех песен написаны Эзрой Кенигом, а музыка — Кенигом и Ростамом Батманглиджем.
| №   | Название           | Текст песни              | Музыка                         | Длительность |
| --- | ------------------ | ------------------------ | ------------------------------ | ------------ |
| 1.  | «Obvious Bicycle»  |                          |                                | 4:11         |
| 2.  | «Unbelievers»      |                          |                                | 3:22         |
| 3.  | «Step»             |                          |                                | 4:11         |
| 4.  | «Diane Young»      |                          |                                | 2:40         |
| 5.  | «Don't Lie»        | Кениг, Батманглий (доп.) |                                | 3:33         |
| 6.  | «Hannah Hunt»      |                          |                                | 3:57         |
| 7.  | «Everlasting Arms» |                          |                                | 3:03         |
| 8.  | «Finger Back»      |                          |                                | 3:25         |
| 9.  | «Worship You»      |                          |                                | 3:21         |
| 10. | «Ya Hey»           |                          |                                | 5:12         |
| 11. | «Hudson»           |                          | Кениг, Батманглий, Крис Томсон | 4:14         |
| 12. | «Young Lion»       | Батманглий               | Батманглий                     | 1:45         |

| №   | Название                                 | Длительность |
| --- | ---------------------------------------- | ------------ |
| 13. | «Ya Hey» (Paranoid Styles Mix)           | 3:51         |
| 14. | «Unbelievers» (Seeburg Drum Machine Mix) | 3:24         |